# Intelsat 21
Intelsat 21 ist ein kommerzieller Kommunikationssatellit  des Satellitenbetreibers Intelsat.
Er wurde am 19. August 2012 mit einer Zenit-3-Trägerrakete von der Seeplattform „Odyssey“ im Pazifik von dem Unternehmen Sea Launch in eine geostationäre Umlaufbahn gebracht und ersetzte dort Intelsat 9.
Der dreiachsenstabilisierte Satellit ist mit 24 C-Band- und 36 Ku-Band-Transpondern mit vier 2,25-m-Antennen ausgerüstet und versorgt von der Position 58° West aus Lateinamerika und die Karibik mit Videodiensten hoher Bandbreite und mobilen Kommunikationsdiensten. Der Satellit wurde auf Basis des Satellitenbus Boeing 702MP von Boeing Space & Intelligence Systems gebaut und besitzt eine geplante Lebensdauer von 15 Jahren.